# Ed Caruthers
Edward Julius „Ed” Caruthers, Jr. (ur. 13 kwietnia 1945 w Oklahoma City) – amerykański lekkoatleta, skoczek wzwyż.

## Kariera
W 1964 zajął ósme miejsce na igrzyskach olimpijskich w Tokio. Trzy lata później zwyciężył w igrzyskach panamerykańskich. 20 października 1968 zdobył srebrny medal olimpijski przegrywając jedynie z Dickiem Fosburym, który używał już stosunkowo mało znanego wówczas styl flop.
Trzykrotnie stawał na podium mistrzostw Stanów Zjednoczonych zdobywając jedno złoto (1964) oraz dwa srebra (1965 i 1967).
Rekordy życiowe: 2,22 m (20 października 1968, Meksyk).

## Osiągnięcia
| Rok  | Impreza                  | Miejsce  | Lokata     | Wynik |
| ---- | ------------------------ | -------- | ---------- | ----- |
| 1964 | Igrzyska olimpijskie     | Tokio    | 8. miejsce | 2,09  |
| 1967 | Igrzyska panamerykańskie | Winnipeg | 1. miejsce | 2,19  |
| 1968 | Igrzyska olimpijskie     | Meksyk   | 2. miejsce | 2,22  |